# Piszczane (rejon pokrowski)
Piszczane (ukr. Піщане) – wieś na Ukrainie, w obwodzie donieckim, w rejonie pokrowskim, w hromadzie Pokrowsk. W 2001 liczyła 314 mieszkańców.